# Ardisia vatteri
Ardisia vatteri là một loài thực vật có hoa trong họ Anh thảo. Loài này được Standl. & Steyerm. mô tả khoa học đầu tiên năm 1947.